# Senhora de Oliveira
Senhora de Oliveira este un oraș în Minas Gerais (MG), Brazilia.